# L'Aventurière, dame de compagnie
L'Aventurière, dame de compagnie est un film muet français réalisé par Louis Feuillade, sorti en 1911.

## Fiche technique
- Titre : L'Aventurière, dame de compagnie
- Réalisation : Louis Feuillade
- Scénario : Louis Feuillade
- Photographie :
- Montage :
- Producteur :
- Société de production : Société des Établissements L. Gaumont
- Société de distribution :  Comptoir Ciné-Location (C.C.L)
- Pays d'origine :  France
- Langue : film muet avec les intertitres en français
- Métrage : 328 mètres
- Format : Noir et blanc — 35 mm — 1,33:1 — Muet
- Genre :
- Durée : 11 minutes
- Date de sortie : 
  - France : 8 septembre 1911

## Distribution
- Renée Carl
- Paul Manson
- Henri Duval
- Henri Collen